# 薯童謠 (テレビドラマ)
『薯童謠』（서동요、ソドンヨ）は、韓国SBS放送創社15周年記念として制作された長編大河ドラマ。2005年9月5日より2006年3月21日まで放送された。全55話。正式タイトルは『薯童謠-SONG OF THE PRINCE-』。
日本では、2006年3月29日より2006年10月4日までKNTVにて放送され、その後衛星劇場にて2007年11月より放送された。また、2008年3月31日より6月13日までBS朝日においても放送された。
なお、この作品の演出はMBC出身のイ・ビョンフンが担当した。

## 概要
それまでの韓国大河ドラマは朝鮮王朝（李氏朝鮮）時代を描くことが多かったが、本作は韓国ドラマ史上初めて三国時代の百済を舞台にしている。 『宮廷女官チャングムの誓い』のスタッフが再集結し、百済の武王が書いたとされる敵国の姫との恋物語を歌った民謡「薯童謡」を題材に、百済王子と敵対国家である新羅の第3王女・善花（ソンファ）姫との純愛と、国王になるための険しい道を描いた歴史ロマン大作である。
百済国王の四男として生まれながら、数奇な運命のために平民として育てられた主人公のチャン。幼いころから才知に溢れ、百済の優秀な技術者として成長していくが、敵国新羅のソンファ姫に出会い恋に落ちてしまう。この敵国の姫への恋に切なく胸を焦がし、また自分の出生の秘密を知り、権力のためではなく、民に平安を与え、百済を立派な国にするという理想のために、王となるべく立ち上がっていくチャンの姿を描いた作品である。
『宮廷女官チャングムの誓い』では宮廷料理や医術などがクローズアップされたように、『薯童謠』では当時の最先端と言われた百済の科学技術や先進文化が作品に大きく取り入れられている。また百済は飛鳥時代の倭国（日本）と深く関わりがあったため、聖徳太子との交流も織り込まれている。

## 登場人物

### 主要人物
- チャン（璋）/ソドン（薯童）/武王：チョ・ヒョンジェ（子役：キム・ソク）

主人公。百済30代王。平民の子として育ったが、百済王威徳王の第4王子。「武康太子」として立太子の礼を受け、次期王に指名される。
- ソンファ（善花）姫：イ・ボヨン（子役：チェ・ソルリ）

新羅王である真平王の三女。好奇心旺盛な性格。チャンを「ソドン公」と呼び慕う。チャンとの関係が王に知れ、王族の地位を剥奪されてしまう。その後「チン・ガギョン」と名乗り商団を率いてチャンを支え続ける。後に身分が回復され、百済王妃となる。
- サテッキル（沙宅己樓）/キム・ドハム（金道含）：リュ・ジン（子役：ファン・ゴニ）

新羅の元花郎（ファラン）。チャンの親友。密偵として天の峠学舎に入り込む。密偵成功の褒美として真平王にソンファとの結婚を申し出る。王の忠臣だったが、一族を壊滅されチャンとソンファへの復讐を誓う。百済に帰化し衛士佐平となる。本名はキム・ドハム。

### 太学舎
- モンナス（木羅須）：イ・チャンフン

太学舎の首長であり百済最高の技術者。ヨンガモとは婚約していた。チャンの師でもある。王や阿佐太子からの信頼が厚い。
- メクトス（脈度水）：イム・ヒョンシク

太学舎の訓練工。普段はお調子者だが、長男を思い一人で泣いたりととても思慮深いところもある。モジンが好き。
- ポムセン（凡生）：オ・スンユン

メクトスの長男。人格、才能ともに優れ、14歳で太学舎の技術者になり、周囲から将来を期待されていた。チャンを実の弟のように可愛がる。女性に奥手。チャンの失態により拷問の末殺される。
- ポムノ（凡路）：ペク・ポンギ

メクトスの次男。チャンの親友。ウンジンが好き。
- モジン（毛進）：チョン・ソンギョン

太学舎唯一の女性技術者。衣類職人。規律に厳しい。
- ウンジン（銀進）：ク・ヘソン

モジンの一人娘。単細胞。装飾に興味がある。チャンのことが好き。
- ウス（優壽）：イ・スンア

サテッキルのことが好き。
- コモ（古模）：シン・グク

太学舎の医務技術者。御医も勤める。
- ククス（鞠首）：イ・スク
- アッテコルチ（阿宅桀取）：ナ・ジェウン

### 百済王族
- 聖明（ソンミョン）王：アン・ソックァン

百済26代王。チャンの祖父。新羅との戦争の末処刑され、首を奪われる。
- 威徳（ウィドク）王：チョン・ウク

百済27代王。聖明王の長男。チャンの父。チャンに譲位しようとするが、プヨ・ソンの兵に殺される。
- 阿佐（アジャ）太子：チョン・ジェゴン

威徳王の長男。チャンの兄。当初、才能のない自分が太子であることに悩んでいた。遭難した後、倭国に保護されて、聖徳太子の影響を大きく受ける。プヨ・ソンによって暗殺される。
- プヨ・ソン（夫餘宣）/法（ポプ）王：キム・ヨンホ

威徳王の甥。チャンの従兄。権力のためなら殺戮も厭わない。父を王位につけ、権力を得ようとする。貴族と癒着している。百済29代王。当初は、チャンが補佐していることもあって善政を敷いていたが、チャンが正体を明かし蜂起すると次第に正気をなくし、妹弟や貴族たちを拷問、義父ヘ・ドジュの離反で逃亡するも捕獲される。最期は、市中にフクチ・ピョンと一緒に引きずり出され、ついには威徳王と阿佐太子の幻影を見るに至り、領民の前で土下座して命乞いをし、フクチ・ピョンは、見るに見かねてプヨ・ソンにとどめを刺す。プヨ･ソンはフクチ・ピョンに「ありがとう」と礼を言うと息を引き取る。
- プヨ・ゲ（夫餘桂）/恵（ケ）王：パク・テホ

プヨ・ソンの父。百済28代王。聖王の次男で威徳王の弟。チャンの叔父。王位に付くと、プヨ・ソンと対立するようになる。在位わずかで病死。
- プヨ・ウヨン（夫餘優永）：ホ・ヨンラン

プヨ・ソンの異母妹。チャンの従姉妹。チャンの愛したもう一人の女性。才色兼備で若くして大学舎の博士になった。性格や思想は兄に似ており、自分の思いを相手に上手く伝えるのが苦手。当初チャンに意地悪をしていたが、ソンファの出現によって、それがチャンを愛していることの裏返しだと気付き、その後チャン、ソンファの協力者となる。
- ヘ・モヨン（解慕燕）：キム・ヘジョン

ウヨン姫とウチ王子の実母。外戚・解（ヘ）氏一族の出身であり、家門を守ることを第一としている。
- プヨ・ウチ：ペク・スンド

ウヨン姫の弟。チャンの従弟。大学舎でウヨンの手伝いをしている。拷問でプヨ・ソンに殺される。
- 法王夫人：ユニー・ハン

プヨ・ソン、ウヨン、ウチの従姉妹。
- ヘ・ドジュ（解島周）：ハン・インス

恵王の王妃へ・モヨンの兄。プヨ・ソンの妻の父でもある。
- チル・リョ（陳呂）：イ・ビョンシク

阿佐太子の義父。

### 百済貴族
- サ・ドグァン（沙道光）：パク・ヨンジ

常に時流に乗ろうと、他の貴族を観察している。しかし、チャンとの取引で策が過ぎて、他の貴族の離反を招く。
- ペク・チャンヒョン（白張玄）：チェ・ジェホ
- グク・ヨンテク（國延澤）：キム・ホンソン

息子が、チャンの軍勢に戦わずして降伏したので、プヨ・ソンの怒りを買い、拷問の末、斬首される。

### 百済人
- ワング（王仇）：メン・サンフン

威徳王の親衛隊長。王の死後、野に下る。後にチャンの協力者となり、武王の親衛隊長に任命される。
- ヨンガモ（燕嘉謀）：イ・イルファ

チャンの母。宮殿の踊り子。モンナスの婚約者であった。王に見初められ身籠るが、政治的理由により宮殿を追われる。後にプヨ・ソンの兵に殺される。
- フクチ・ピョン（黒歯平）：イ・ヒド

プヨ・ソンの親衛隊長。当初は非常に勘の鋭い男だったが、後半は、チャンやソンファに手玉に取られたりと、衰えが見られた。プヨ・ソンに殉死する。

### 新羅王族
- 真平（チンピョン）王：チェ・ドンジュン

新羅26代王。チョンミョン、トンマン、ソンファの父。じゃじゃ馬の末娘ソンファにいつも手を焼いているが、とても溺愛していて、ソンファの事となると我を忘れる。
- マヤ（麻耶）夫人：キム・ファラン

チョンミョン、トンマン、ソンファの母。勘当されたソンファを気にかけており、資金面で援助する。
- チョンミョン（天明）：イ・ギョンファ

真平王の長女。ソンファの姉。次期王の座を狙っており、真平王が溺愛するソンファを牽制する。
- トンマン（徳曼）

真平王の次女。ソンファの姉。後の第27代王善徳女王。

### 新羅人
- キム・サフム（金思欽）：ナ・ソンギュン

サテッキルの父。一族を滅ぼされた後は、百済のアビシ商団として暗躍し、サテッキルを援護する。
- ポミョン（寶明）：アン・ヨジン

ソンファの侍従女官。
- ソチュン（西忠）：ソ・ボムシク

ソンファの護衛。後に百済に帰化し、階伯（ケベク）将軍と共に新羅を攻めるが、金庾信（キム・ユシン）に見破られる。
- チョギ（草己）：ノ・ユン

ソンファの侍従女官。ポムノといつもじゃれあっている。

## スタッフ
- 脚本：キム・ヨンヒョン
- 監督：イ・ビョンフン